# Велика проїжджа дорога Гришине - Єлєц

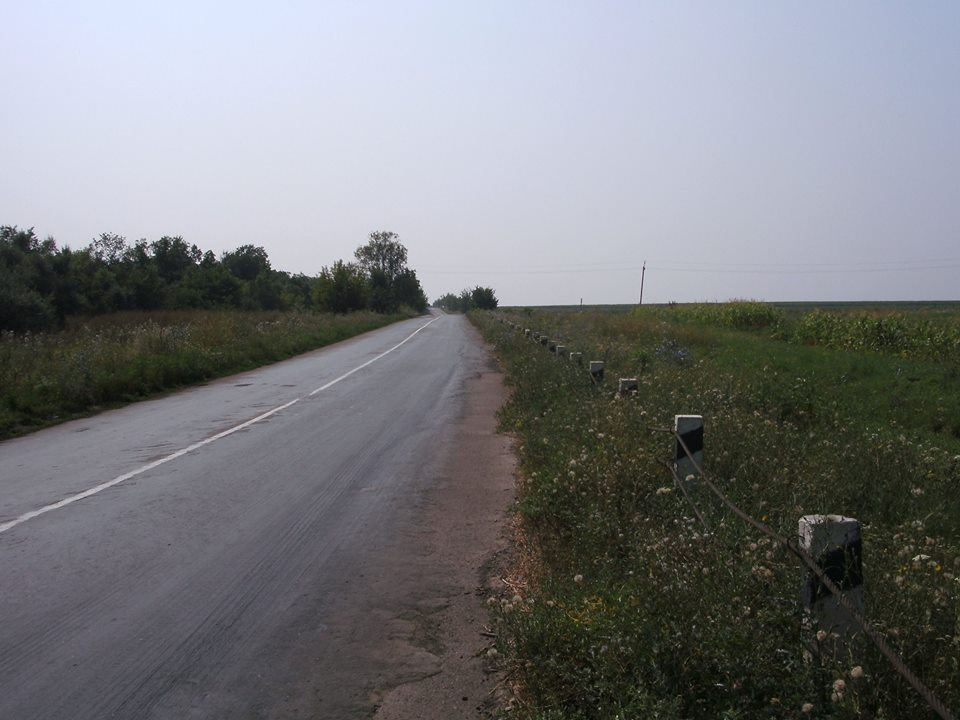
Ділянка великої проїжджої дороги Гришине — Єлєц у районі села Добропілля Добропільського району

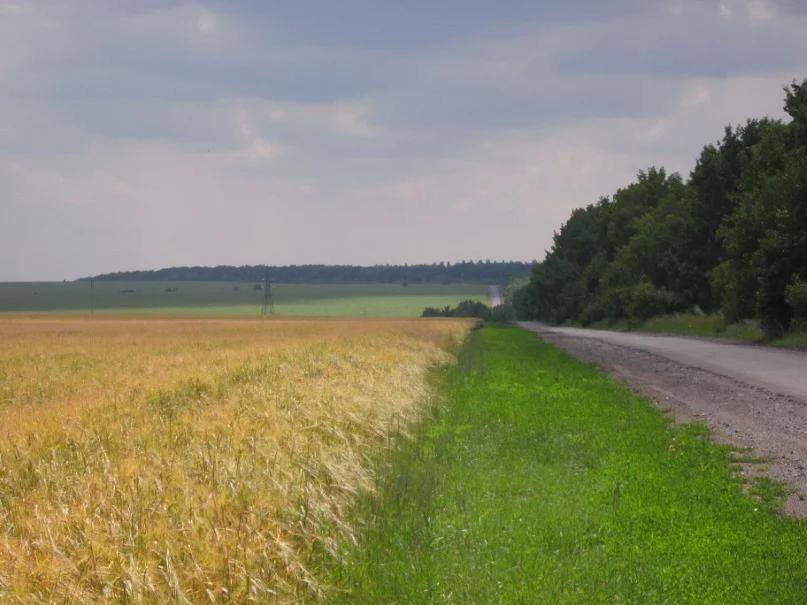
Ділянка великої проїжджої дороги Гришине — Єлєц в районі села Степанівка Олександрівського району

Велика проїжджа дорога Гришине — Єлєц (Новосиль) — мережа ґрунтових доріг на території сучасних України та Російської Федерації у вказаному загальному напрямі, з'єднувала Донецький край (колишній Гришинський вугленосний район) із Центральними губерніями Російської імперії в XIX — на початку ХХ століття. Початковий пункт — село Гришине Бахмутського повіту Катеринославської губернії. Дороги проходили через села Добропілля, Степанівка, Олександрівка, міста Барвінкове, Ізюм, Куп'янськ. Була основною комунікацією колишнього Гришинського вугленосного району до 50-х — 60-х років, — тобто, до будівництва тут залізниці Дубове — Добропілля — Мерцалове і асфальтованих шосе в Добропільському і Олександрівському районах Донецької області.
О. О. Гапєєв, професор, геолог: 
Вперше «великі дороги» в даному напрямку описані в документах середини XIX століття. У «Списку населених місць за відомостями 1859 року Катеринославської губернії з Таганрозьким градоначальством» зазначена «велика чумацька Харківська дорога», що проходить через територію сучасних сіл Ганнівка і Грузське Добропільського району. Через район сучасних Спасько-Михайлівки та Шостаківки Олександрівського району проходила «велика чумацька дорога на Харківську і Великоросійські губернії». Схожу картину з дещо іншими назвами описує документ «Список населених місць за відомостями 1864 року Харківською губернії». Тут згадується «Кримський путівець», що тягнеться двома «нитками» Олексіївка — Барвінкове — Очеретине — Грузська і Барвінкове — Олександрівка в загальному напрямку з півночі на південь. Нескладно здогадатися, що в обох документах мова йде про одні й ті ж напрямки. Тим більше, що в першому документі із зазначених, вказана «велика Маріупольська Кримська чумацька дорога», що проходить через Селідовку, Сонцовку, Андріївку. Отже, проїжджою дорогою і в середині XIX століття існував жвавий рух із гужовими підводами, в тому числі — у воловій упряжці.
На початку ХХ століття мала стратегічне значення.
О. І. Єгоров, командувач Південного фронту РСЧА в 1919—1920 роках: «Новосиль — Лівни — Тім — Короча — Білгород — Вовчанськ — Ізюм — Гришине; велика проїжджа дорога з перешкодами у вигляді річок Сосна, Тім, Короча, Вовча, Північний Донець, Самара».
Окремі дослідники історії Донецького краю ототожнюють велику проїжджу дорогу Гришине — Єлєц із Муравським та Ізюмським шляхами, що частково збігалися із загальним напрямом окремих ділянок великої проїжджої дороги. Втім, жодного документального підтвердження, що саме цей напрям збігається із Муравським або Ізюмським шляхом, не знайдено. Крім того, вказані шляхи Середньовіччя не мали нічого спільного із дорогами, навіть із ґрунтовими.
Станом на 2017 рік, у напрямі Гришине — Барвінкове автомобільні шляхи асфальтовані.